# Colubrina greggii
Colubrina greggii är en brakvedsväxtart som beskrevs av S. Wats.. Colubrina greggii ingår i släktet Colubrina och familjen brakvedsväxter.

## Underarter
Arten delas in i följande underarter:
- C. g. greggii
- C. g. yucatanensis